# Guillaume Pantol
Guillaume Pantol, en anglais William Pantulf, appelé aussi Willelmus Pantulf ou Pantul, Pantolf ou Pantoul, est un noble anglo-normand, né entre 1035 et 1050, probablement à Aubry-le-Panthou (Alberi vicus en latin médiéval) ; il meurt en Normandie un 16 avril, vraisemblablement en l’an 1112. Seigneur de Noron, de Saint-Germain d’Aubry et d’Émiéville, du Mesnil-Bacley, de Roiville, du Sap et autres lieux et gouverneur de Perray-en-Saosnois, sénéchal de Roger II de Montgommery, il sera nommé premier baron de Wem et conseiller du roi Henri Ier Beauclerc.
Durant sa vie, exceptionnellement longue, Guillaume Pantol a été durant huit décennies le témoin des grandes heures de l’histoire du duché normand. Orderic Vital a relaté ses faits et gestes dans son Historia ecclesiastica et le présente comme l’un des personnages marquants de son siècle : « Ce chevalier était très brave ; il avait de l’esprit ; il était reconnu par les seigneurs de l’Angleterre ou de l’Italie comme l’un des plus sensés et des plus riches de ses compatriotes […] Il honora les pauvres et le clergé, fit beaucoup d’aumônes, se montra constamment magnanime, fit courageusement tête à tous ses ennemis, et resta toujours puissant par ses richesses et ses terres. ».

## Famille
La famille Pantol est attestée en Normandie comme une famille seigneuriale vassale de la famille de Montgommery ; on ne connaît que le nom de la mère (Béatrice) et de la sœur (Helwise) de Guillaume ; un Willelmus Pantol est signataire comme témoin d’une charte accordée par Roger de Montgomery concernant le marché de l'abbaye de Jumièges, mais il n'y a pas de certitude qu'il s'agisse du père de Guillaume Pantol ,.

## De la conquête de l’Angleterre à l’affaire du château de Peray-en-Saosnois (1067-1070)
Le nom de Guillaume Pantol n’apparaît dans le récit d'Orderic Vital que lorsqu'il s’embarque le 6 décembre 1067, jour de la saint Nicolas, avec Guillaume le Conquérant qui rejoint son nouveau royaume d’Angleterre. Pantol participe activement à la conquête et reçoit de Roger II de Montgommery, dit Roger le Grand, en récompense de ses services, vingt-neuf domaines dans le comté du Shropshire, recensés en 1086 dans le Domesday Book.
D'après Gérard Louise, « Certains lignages aristocratiques semblent avoir constitué une aristocratie militaire spécialisée dans la garde des châteaux seigneuriaux » ; Guillaume Pantol appartenait à cette noblesse d’armes prêtant ses services à son suzerain. En 1070, il est nommé gouverneur du château de Peray-en-Saosnois par Mabile de Bellême, épouse de Roger II de Montgommery. Pour des raisons inexpliquées, elle lui reprendra plus tard cette place forte située au confluent de l’Orne et de la Dives : « Cette vexation avait fait naître entre eux une haine opiniâtre. ».

## Années d’expiation et de dévotion (1070-1077)
Des pénitences canoniques avaient été prescrites par le pape contre les hommes ayant commis des exactions au cours de la conquête de l'Angleterre. Bien qu'à l'époque de nombreux seigneurs aient doté généreusement les monastères pour « se constituer du crédit » dans l'au-delà, il semble évident, d’après Janet Meisel, que les motifs du seigneur de Noron aient été beaucoup plus d’ordre moral.[réf. nécessaire]
Cependant, Pantol n’échappe pas à cette nécessité de prouver sa dévotion et sa générosité envers l’église et les pauvres en construisant des édifices religieux, et en effectuant un pèlerinage.
Après avoir doté l'abbaye de Saint-Évroult, il fonde en 1072 avec son épouse le prieuré Saint-Pierre de Noron,, où furent formés quatre des évêques qui occupèrent le siège de Sées, ainsi que l'église paroissiale du village, dédiée à saint Cyr et à sa mère sainte Julitte, à Noron-l'Abbaye.
Il distribue une grande partie de ses biens normands à l’Église. La donation de ses manoirs, domaines, bois, moulins et dîmes a lieu à Bellême, fief de son suzerain, en présence des évêques, des abbés des monastères et des principaux barons du duché. Cette offrande solennelle faite à l’abbaye de Saint-Évroult et au prieuré de Noron sera suivie en 1074 d’un pèlerinage à Saint-Gilles du Gard. considéré avec Rome, Jérusalem et Saint-Jacques-de-Compostelle comme l’un des quatre plus important de la chrétienté à l’époque.

## Premier voyage en Italie et ordalie
Le 23 octobre 1077, Pantol assiste en compagnie de Guillaume le Conquérant à la consécration de l’église de l’abbaye de Notre-Dame du Bec par Lanfranc de Pavie. Puis, il accompagne en Apulie son ami Robert de Grandmesnil, abbé de Saint-Évroult de 1059 à 1061 et nommé en 1062 abbé de Sainte-Euphémie à Sant'Eufemia d'Aspromonte en Calabre. Robert Guiscard, duc d'Apulie et de Calabre, qui règne sur l’Italie du Sud, le reçoit à sa table le jour de Pâques 1078 et lui offre trois villes que Pantol refuse pour des raisons inconnues.
Mais Guillaume Pantol doit abréger son séjour : Mabile de Bellême, épouse de son suzerain, est assassinée le 5 décembre 1077 dans son château de Bures,. Pantol a été accusé par contumace de complicité par la famille Montgommery, condamné à mort et ses biens ont été saisis.
Pantol rentre en Normandie pour se défendre ; il se place sous la protection des moines de l’abbaye de Saint-Évroult. L’abbé Mainier d'Échauffour, abbé depuis 1066, un ami d’enfance, plaide sa cause auprès de Guillaume le Conquérant qui accepte que Pantol subisse le jugement de Dieu ; l'ordalie a lieu en 1082 dans la cathédrale de Rouen : l'accusé porte une barre de fer rougie dans sa main qui reste intacte selon Orderic Vital ,. Ainsi innocenté et réhabilité, Guillaume Pantol récupère ses biens.

## Second voyage en Italie (1087-1092)
Après le décès de Guillaume le Conquérant en septembre 1087, Henri Beauclerc, son fils cadet, participe avec Robert, fils aîné de Guillaume Pantol à des déprédations dans le duché de Normandie. Âgés tous deux d'une vingtaine d’années, ils s’attaquent même à l'Abbaye-aux-Dames fondée à Caen par les parents de Henri, Guillaume le Conquérant et Mathilde de Flandre.
Pantol repart en Italie en 1087 avec son épouse Lesceline pour accueillir à Bari les reliques de Nicolas de Myre et participer à la construction de la première crypte de la basilique San Nicola inaugurée par le pape Urbain II en 1089. À son retour en Normandie, Pantol offre au scriptorium de l’abbaye de Saint-Évroult une copie manuscrite de la Translation du corps du saint, écrite par le moine bénédictin Nicéphore et l'archidiacre Jean de Bari. En juin 1092, il dépose solennellement dans le prieuré de Noron une dent du saint et deux fragments du tombeau de marbre de ce dernier, , donnant ainsi une impulsion nouvelle au culte du saint dans le duché normand. Les pèlerins affluent et les miracles se multiplient. 
Témoin du testament de Roger de Montgommery, décédé le 27 juillet 1094, Pantol reste cependant la cible de Robert II de Bellême, fils aîné du défunt, qui le dépouille à nouveau de tous ses biens. Celui que l’on nommera parfois « Robert le Diable » n’a jamais cru en l’innocence de Pantol dans l’assassinat de sa mère et devient son ennemi juré.
Aucune chronique de l'époque ne mentionnant Guillaume Pantol entre 1095 et 1102, l'hypothèse a été avancée de sa participation à la première croisade.

## Dernières années (1102-1112)
En 1102, le roi d'Angleterre Henri Ier Beauclerc s'attaque aux barons anglo-normands dont la loyauté est douteuse, en particulier Robert II de Bellême et Arnoul de Montgommery ; Robert, convoqué à la cour pour répondre d'accusations sur sa conduite, se défausse et organise une rébellion contre le roi. Henri Ier envoie Guillaume Pantol comme émissaire au Pays de Galles auprès de Iorweth ap Bleddyn, coprince de Powys avec ses frères Cadwgan et Maredudd, qui sont tous trois vassaux de Robert, en tant que comte de Shrewsbury. Pantol est chargé de détacher Iorwerth, considéré comme le plus puissant des trois frères, de son alliance avec Robert et ses propres frères, en lui proposant d'importantes donations de domaines. La mission de Pantol est un plein succès et Iorwerth à la tête d'une armée de Gallois ravage pour le compte du roi le Shropshire. Robert de Bellême est obligé de se rendre, ses terres en Angleterre sont confisquées et il est banni du royaume. Iorwerth capture son frère Maredudd et le livre au roi. 
Henri Ier récompense Pantol en le nommant gouverneur de la forteresse de Stafford et le fait entrer dans son conseil.
Guillaume Pantol meurt en Normandie un 16 avril, probablement en l’an 1112 ; il est enterré dans le cloître du prieuré de Noron ; son épouse meurt quelques mois plus tard et est inhumée à ses côtés.

## Mariage et descendance
Le nom de l'épouse de Guillaume Pantol est connu : Lesceline, mais pas sa famille, ni la date de leur mariage. Le couple a eu au moins quatre fils : Robert, Philippe, Ivon et Arnoul.
Philippe est à l'origine de la branche française sous le nom de Panthou, toujours subsistante. Robert, second baron de Wem, est l'héritier des domaines anglais et à l'origine de la branche des Pantulf qui jouera un rôle actif durant deux siècles, jusqu'à la mort du dernier descendant mâle, William II Pantulf, en 1233.